# Cornelius Hansen
Cornelius Hansen (født 5. juni 1876 i Nørby, død 20. oktober 1955) var en grosserer fra Sønderjylland, der er kendt som sydslesvigsk politiker.
Han var søn af gårdejer H.C. Hansen (død 1911) og hustru Helene, f. Elberg (død 1907) på Løjtland ved Aabenraa. Han blev gift med Marie Erlandsen (født 19. november 1888 i Flensborg).
Cornelius Hansen kom i manufakturhandlerlære i Aabenraa og blev videreuddannet i Flensborg, Kiel og Lübeck, inden han etablerede grossistfirmaet Hansen & Co. i Flensborg i 1904.
Han var direktør i Union-Bank i Flensborg 1927-37 og formand i tilsynsrådet ved Union-Bank fra 1937.
Formand for Dansk Skoleforening i Flensborg 1921-51, dernæst udnævnt til æresmedlem. Medlem af Flensborg byråd 1924-29 og af Flensborgs magistrat 1929-33. Rådgiver ved Flensborg By fra 1934; formand for Folkerådet for den danske Folkegruppe i Sydslesvig 1937-46; vicepræsident for Handelskammeret i Flensborg 1945-52; formand for Sydslesvigsk Forening 1946-49.
Cornelius Hansen-Skolen i Flensborg er opkaldt efter ham.